# لاندزدیل
لانزدیل (انگلیسی: Lonsdale) شرکت تجهیزات ورزشی و پوشاک بریتانیایی است، که در سال ۱۹۶۰ توسط برنارد هارت تأسیس شد و هم‌اکنون از زیرمجموعه‌های گروه فریزر می‌باشد.